# Olympische Sommerspiele 1984/Bogenschießen
Bei den XXIII. Olympischen Sommerspielen 1984 in Los Angeles wurde im Bogenschießen je ein Wettbewerb für Männer und Frauen ausgetragen. Die Wettkämpfe fanden vom 8. August bis zum 11. August 1984 im El Dorado Park in Long Beach statt.
Für die Wettkämpfen waren 47 weibliche aus 24 Nationen und 62 männliche Teilnehmer aus 25 Nationen gemeldet.
Es wurden zwei FITA-Runden geschossen. Dabei schossen die Damen auf 70 m, 60 m, 50 m sowie 30 m Entfernung und die Herren auf 90 m, 70 m, 50 m sowie 30 m Entfernung jeweils 36 Pfeile.

## Bilanz

### Medaillenspiegel
| Platz  | Land               | Gold | Silber | Bronze | Gesamt |
| ------ | ------------------ | ---- | ------ | ------ | ------ |
| 1      | Vereinigte Staaten | 1    | 1      | –      | 2      |
| 2      | Südkorea           | 1    | –      | 1      | 2      |
| 3      | China              | –    | 1      | –      | 1      |
| 4      | Japan              | –    | –      | 1      | 1      |
| Gesamt | Gesamt             | 2    | 2      | 2      | 6      |

### Medaillengewinner
| Disziplin     | Gold                 | Silber                 | Bronze                 |
| ------------- | -------------------- | ---------------------- | ---------------------- |
| Einzel Männer | Darrell Pace (USA)   | Richard McKinney (USA) | Hiroshi Yamamoto (JPN) |
| Einzel Frauen | Seo Hyang-soon (KOR) | Li Lingjuan (CHN)      | Kim Jin-ho (KOR)       |

## Ergebnisse

### Männer
| Platz | Land | Athlet               | Punkte    |
| ----- | ---- | -------------------- | --------- |
| 1     | USA  | Darrell Pace         | 2568 (OR) |
| 2     | USA  | Richard McKinney     | 2559      |
| 3     | JPN  | Hiroshi Yamamoto     | 2555      |
| 4     | JPN  | Takayoshi Matsushita | 2524      |
| 5     | FIN  | Tomi Poikolainen     | 2509      |
| 6     | SWE  | Göran Bjerendal      | 2508      |
| 7     | BEL  | Marnix Vervinck      | 2508      |
| 8     | KOR  | Gu Ja-cheong         | 2493      |

Bei den Männern konnte Darrell Pace seinen Sieg von 1984 wiederholen und seine zweite Einzelmedaille erkämpfen. Wie 1984 erzielte er dabei, jedoch 1984 in der ersten Runde, mit 1317 Ringen einen neuen olympischen Rekord. Der Sieger von 1980 aus Moskau, Tomi Poikolainen, konnte 1984 einen fünften Rang erkämpfen.

### Frauen
| Platz | Land | Athletin        | Punkte    |
| ----- | ---- | --------------- | --------- |
| 1     | KOR  | Seo Hyang-soon  | 2568 (OR) |
| 2     | CHN  | Li Lingjuan     | 2559      |
| 3     | KOR  | Kim Jin-ho      | 2555      |
| 4     | JPN  | Hiroko Ishizu   | 2524      |
| 5     | FIN  | Päivi Meriluoto | 2509      |
| 6     | FRG  | Manuela Dachner | 2508      |
| 7     | USA  | Trena King      | 2508      |
| 8     | CHN  | Wu Yanan        | 2493      |

Auch die erst 17-jährige Siegerin bei den Frauen, Seo Hyang-soon ergänzte ihren Sieg mit einem neuen olympischen Rekord. Sie erzielte in der zweiten Runde 1293 Ringe. Mit ihr begann gleichzeitig auch die Dominanz der Schützinnen aus Südkorea. Seit 1984 hat keine Schützin aus einem anderen Land, ausgenommen 2008 in Peking eine Chinesin, mehr den Einzeltitel bei den Frauen gewonnen. Herausragend war auch die Teilnahme der neuseeländischen Sportlerin Neroli Fairhall, welche als erster Mensch mit einer Querschnittlähmung erfolgreich an den Olympischen Spielen teilnahm.